# Escola Superior de música e arte dramática Felix Mendelssohn Bartholdy
Escola Superior de música e arte dramática Felix Mendelssohn Bartholdy (em alemão: Hochschule für Musik und Theater Felix Mendelssohn Bartholdy] é uma universidade pública (gratuita) de música e arte dramática em Leipzig, Alemanha. Foi fundada em 1843 por Felix Mendelssohn Bartholdy e passou, ao longo de mais de meio século de existência, por incontáveis reestruturações e reformulações. É a universidade de música mais antiga do país e uma das mais importantes escolas de formação de musicos e atores da Alemanha, sendo que muitos de seus ex-alunos são figuras nacionalmente conhecidas, no teatro, cinema e televisão. 

## Estudantes ilustres
- Honorio Alarcón (1859–1920)
- Joseph Ascher (1829–1869)
- Georg Christoph Biller (* 1955)
- Wilhelm Backhaus (1884–1969)
- Arndt Bause (1936–2003)
- Lothar Bellag (1930–2001)
- Rainer Büsching (* 1943)
- Ferruccio Busoni (1866–1924)
- Yvonne Catterfeld (* 1979)

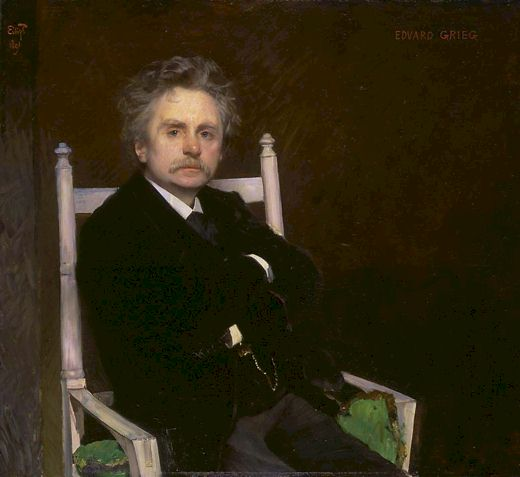
Edvard Grieg

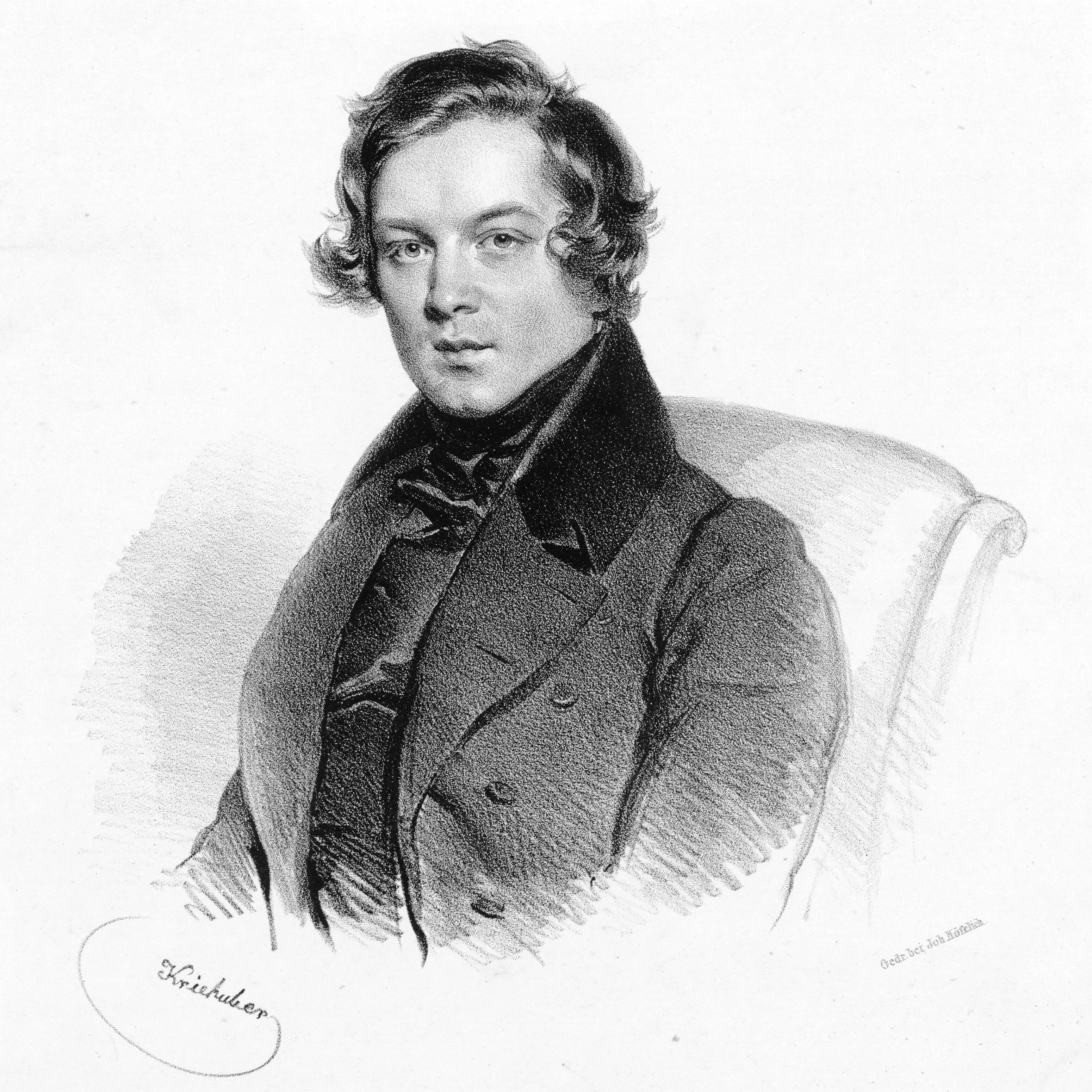
Robert Schumann

- Mikalojus Konstantinas Čiurlionis (1875–1911)
- Frederick Delius (1862–1934)
- Cornelis Dopper (1870–1939)
- Felix Draeseke (1835–1913)
- Antiochos Evangelatos (1903-1981)
- Matthias Eisenberg (* 1956)
- Greta Galisch de Palma (* 1976)
- Matthias Goerne (* 1967)
- Jürgen Golle (* 1942)
- Hermann Grabner (1886–1969)
- Edvard Grieg (1843–1907)
- Ludwig Güttler (* 1943),
- Astrid Harzbecker (* 1965)
- Albrecht Haupt (* 1929)
- Johannes Helstone (1853–1927)
- Michael Heubach (* 1950)
- Walter Thomas Heyn (* 1953)
- Leoš Janáček (1854-1928)
- Gottfried Kolditz (1922–1982)
- Arnold Krug (1849–1904)
- Tobias Künzel (* 1964)
- Sebastian Krumbiegel (* 1966)
- Hans Lachenberger (1831–1891)
- Christian Lahusen (1886–1975)
- Hermann Levi (1839–1900)
- Hans-Martin Majewski (1911–1997)
- Kurt Masur (* 1927)
- Martin Gustav Nottebohm (1817–1882)
- Lotte Ohm (* 1975)
- Hans Otto (1922–1996)
- Ionel Perlea (1900–1970)
- Max Pottag (1876–1970)
- Maud Powell (1867–1920)
- Emil Nikolaus Joseph Freiherr von Reznicek (1860–1945)
- Karl Richter (1926–1981)
- Oskar Rieding (1840–1918)
- Miklós Rózsa (1907–1995)
- Richard Sahla (1855–1931)
- Matthias Sannemüller (* 1951)
- Paul Schenk (1899–1977)
- Steffen Schleiermacher (* 1960)
- Annerose Schmidt (* 1936)
- Ludwig Schnorr von Carolsfeld (1836–1865)
- Theresa Scholze (* 1980)
- Michael Schönheit (* 1961)
- Georg Schumann (1866–1952)
- Johanna Senfter (1879–1961)
- Christian Sinding (1856–1941)
- Ethel Smyth (1858–1944)
- George Templeton Strong (1856–1948)
- Stephanie Stumph (* 1984)
- Joachim Stutschewsky (1891–1982),
- Sir. Arthur Sullivan (1842–1900)
- Klaus Tennstedt (1926–1998)
- David Timm (* 1969)
- Geirr Tveitt (1908–1981)
- Nadja Uhl (* 1972)
- Martin Christian Vogel (* 1951)
- Horst Wende (1919–1996)
- Antje Westermann (* 1971)
- August Wilhelmj (1845–1908)
- Richard Zeckwer (1850–1922)